# 南风乡
南风乡，是中华人民共和国四川省巴中市平昌县曾经下辖的一个乡。2020年5月，撤销南风乡，将原南风乡所属行政区域划归响滩镇管辖。

## 行政区划
南风乡撤销前下辖以下地区：
凉树村、东岳村、人山村、云盘村、大玉村、天山村、望崇村、五凤村、永福村和阳家村。